# Merkersdorf (Gemeinde Hardegg)
Merkersdorf ist eine Ortschaft und eine Katastralgemeinde der Gemeinde Hardegg im Bezirk Hollabrunn in Niederösterreich.

## Geografie
Das landwirtschaftlich geprägte Dorf befindet sich westlich der von hier leicht zu erreichenden Burg Kaja. Durch den Ort führt die Landesstraße L38 nach Hardegg.

## Geschichte
Laut Adressbuch von Österreich waren im Jahr 1938 in der Ortsgemeinde Merkersdorf ein Fleischer, ein Gastwirt, zwei Gemischtwarenhändler, ein Schmied, eine Schneiderin, ein Schuster, ein Tischler, ein Viehhändler und einige Landwirte ansässig. Weiters gab es ein Elektrizitätswerk und eine Ziegelei.

## Sehenswürdigkeiten
- Burgruine Kaja; ursprünglich ein Teil einer ersten Befestigungskette entlang der Thaya. Spätestens ab dem 18. Jahrhundert verfiel die Burganlage. Im Jahr 1969 wurde ein Verein gegründet, der sich der Erhaltung der Burg widmet.